# آلا بلینسکا
آلا بلینسکا (به اوکراینی: Алла Белінська؛ زادهٔ ۸ اکتبر ۱۹۹۵) یک کشتی‌گیر آزادکار اهل اوکراین است. وی سابقه حضور در المپیک ۲۰۲۰ توکیو را دارد.